# Sans liens de parenté
Pour plus de détails, voir Fiche technique et Distribution.
Sans liens de parenté (生さぬ仲, Nasanu naka) est un film japonais muet réalisé par Mikio Naruse, sorti en 1932.

## Synopsis
Tamae Kiyooka qui a fait carrière à Hollywood revient au Japon après six ans d'absence pour retrouver sa fille. Son ex-mari, Shunsaku Atsumi est lui dans une mauvaise passe, l'entreprise qu'il dirige est proche de la banqueroute. Lorsqu'il découvre que le mystérieux investisseur qui se propose de l'aider n'est autre que son ancienne femme et qu'elle souhaite récupérer sa fille, il refuse l'offre. La banqueroute est inévitable, les biens de la famille Atsumi sont saisis, Shunsaku est arrêté, sa femme Masako, sa mère Kishiyo et sa fille Shigeko déménagent dans une modeste maison. Masako doit prendre un emploi de vendeuse dans un grand magasin.
Tamae Kiyooka aidée de son frère et de son ex-belle-mère Kishiyo qui ne supporte pas cette situation de pauvreté organise l'enlèvement de Shigeko. Masako et Kusakabe, un ami de son mari, se démènent pour récupérer la petite fille. De son côté Tamae Kiyooka, malgré tous ses efforts et ses cadeaux, ne parvient pas à se faire aimer par sa fille qui veut retrouver sa "vraie mère" Masako. Face à l'inflexibilité de Shigeko qui la repousse, Tamae finit par se résoudre. Elle prend la difficile décision de retourner aux États-Unis, de rendre sa fille à son ex-mari et à sa femme et de léguer sa fortune à Shigeko.

## Fiche technique
- Titre français : Sans liens de parenté
- Titre original : 生さぬ仲 (Nasanu naka?)
- Réalisation : Mikio Naruse
- Scénario : Kōgo Noda d'après le roman Nasaku naka paru en 1913 de Shun'yō Yanagawa (ja)[1]
- Photographie : Suketarō Inokai, Eijirō Fujita et Masao Saitō
- Direction artistique : Tatsuo Hamada
- Décors : Sadaji Hokari, Matasaburo Okuno et Yakichi Otani
- Assistants réalisateurs : Masashi Katayama, Minoru Matsui et Toshihiko Nagata
- Société de production : Shōchiku (Studios Kamata)
- Pays d'origine :  Empire du Japon
- Format : noir et blanc - 1,37:1 - film muet
- Genre : mélodrame ; drame
- Durée : 79 minutes (métrage : 10 bobines - 2 159 m[2])
- Date de sortie :
  - Empire du Japon : 16 décembre 1932[2]

## Distribution
- Yoshiko Okada : Tamae Kiyooka / Kinuko
- Shin'yō Nara : Shunsaku Atsumi, l'ex-mari de Tamae
- Yukiko Tsukuba : Masako, la femme d'Atsumi
- Toshiko Kojima : Shigeko, la fille d'Atsumi
- Fumiko Katsuragi : Kishiyo, la mère d'Atsumi
- Jōji Oka : Masaya Kusakabe, l'ami de Shunsaku
- Ichirō Yūki : Keiji Makino, le frère de Tamae
- Shōzaburō Abe : Gen, le complice de Keiji
- Kikuko Hanaoka : la servante
- Tomio Aoki : le fils du voisin des Atsumi
- Kanji Kawahara : inspecteur Sannosuke Yamano
- Seiji Nishimura : adjoint de Yamano
- Ken'ichi Miyajima : assistant de Shunsaku
- Kenji Ōyama : voisin de Kusakabe à la pension
- Ryuko Fuji : tenancière de la pension